# Hemidiscaceae
Famille
Les Hemidiscaceae sont une famille d'algues de l'embranchement des Bacillariophyta (Diatomées), de la classe des Coscinodiscophyceae et de l’ordre des Coscinodiscales.

## Étymologie
Le nom de la famille vient du genre type Hemidiscus, composé du préfixe hem‑, demi, et du suffixe ‑discus, disque, littéralement « demi-disque », en référence à la forme en demi-cercle de la diatomée.

## Liste des genres
Selon AlgaeBase (29 juin 2022) :
- Actinocyclus Ehrenberg, 1837
- Araniscus S.Komura, 1998
- Azpeitia M.Peragallo, 1912
- Charcotia M.Peragallo, 1921
- Charcotiella Blanco & Wetzel, 2016
- Euodia Bailey ex Ralfs, 1861
- Fovirhombus Komura, 2005
- Hemidiscus Wallich, 1860  - genre type
- Pontodiscus Temniskova-Topalova & Sheshukova-Poretzkaya, 1981
- Pseudoguinardia von Stosch, 1986
- Roperia Grunow ex Pelletan, 1889
- Undatodiscus Lupikina, 1984

## Systématique
Le nom correct complet (avec auteur) de ce taxon est Hemidiscaceae Hendey ex Hasle, 1996.

## Publication originale
- Hasle, G.R. & Syvertsen, E.E. (1996). « Marine diatoms » in Identifying Marine Phytoplankton. (Tomas, C.R. Eds), pp. 5-385.  San Diego, Academic Press.